# Liesl Ahlers
Liesl Ahlers (Pretoria, 29 de mayo de 1991) es una actriz y cineasta sudafricana, reconocida principalmente por su cortometraje Daylight, con el que ganó varios premios y nominaciones en diferentes festivales internacionales.

## Biografía
Ahlers nació en Pretoria en 1991. Estudió actuación en la Academia de Artes Dramáticas de Vancouver, Canadá. Entre 2010 y 2011 protagonizó la serie de televisión Thysnywerheid en el papel de Marike Thyssen, seguido de una aparición en el seriado Sokhulu and Partners. En 2013 apareció junto a William Hurt, Joanne Whalley y Bruce Greenwood en el largometraje The Challenger y tres años después interpretó el papel de Marina en la película de terror Friend Request. Otros de sus créditos en cine incluyen producciones como Inside Job, Triggered y The Construct.
En 2018 Liesl escribió, produjo y dirigió el cortometraje Daylight, con el objetivo de crear conciencia sobre la cantidad de niños que quedan huérfanos debido a la epidemia del VIH/SIDA en Sudáfrica. El corto recibió fue premiado en eventos internacionales como el Festival de Cortometrajes de Kleinkaap, los Premios Nightlight Impact y el Festival de Cine Real Time.

## Filmografía

### Cine y televisión
- 2010 - Thysnywerheid
- 2011 - Sokhulu and Partners
- 2012 - Rock and Roll
- 2013 - Brunch
- 2013 - The Challenger
- 2015 - Inside Job
- 2016 - Friend Request
- 2017 - Dealing
- 2018 - The Defining Moment
- 2018 - Daylight
- 2020 - Obsession
- 2020 - The Construct
- 2020 - Triggered
- 2020 - Seafoam

### Como directora
- 2018 - Daylight